# NGC 239
NGC 239는 고래자리에 위치한 나선 은하이다. 1886년, 미국인 천문학자 프랜시스 레번워스에 의해 발견되었다.